# Psectrocladius yakuuveus
Psectrocladius yakuuveus är en tvåvingeart som beskrevs av Sasa och Suzuki 2000. Psectrocladius yakuuveus ingår i släktet Psectrocladius och familjen fjädermyggor. Inga underarter finns listade i Catalogue of Life.